# Новая сила (Молдова)
Общественно-политическое движение «Новая сила» (рум. Mișcarea social-politica «Forța Noua») — политическая партия в Республике Молдова

## Участие в выборах
На парламентских выборах 1998 года Движение «Новая сила» участвовало в составе блока «Демократическая конвенция Молдовы». Блок набрал 18,16 % голосов и 24 мандата в парламенте РМ.
На всеобщих местных выборах 1999 года Движение «Новая сила» участвовала в составе Центристского Альянса Молдовы:
- Муниципальные советы и советы уездов — 20,51 % голосов и 64 мандатов.
- Городские и сельские советы — 19,89 % голосов и 1 214 мандата.
- 93 кандидата блока были избраны примарами.

На парламентских выборах 2001 года Движение «Новая сила» участвовало в составе Избирательного блока «Альянс Брагиша». Блок набрал набрал 13,36 % голосов и 19 мандатов в парламенте.
На всеобщих местных выборах 2003 года Движение «Новая сила» участвовало самостоятельно.
- Городские и сельские советы — 0,02 % голосов и 2 мандата.

На всеобщих местных выборах 2011 года Движение «Новая сила» участвовало в составе Избирательного блока «Третья сила».
- Муниципальные и районные советы - 0,38 % голосов и 2 мандата
- Городские и сельские советы - 0,62 % голосов и 39 мандатов
- 1 кандидат блока был избран примаром.

На выборах Генерального примара Кишинева 2019 г. от ОПД "Новая Сила" на должность мэра столицы кандидировался Виктор Киронда, который сегодня занимает должность Вице-мэра.
Лидер движения Валерий Плешка на выборах примара Кишинёва 2011 года участвовал в кандидата от Избирательного блока «Третья сила», получив  0,14 % или 493 голоса.